# Alicia Keys

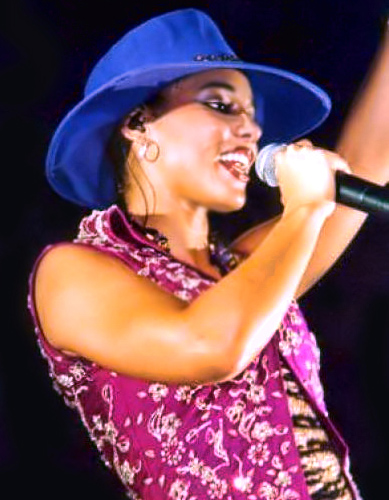
Alicia Keys in 2002, vlak na haar doorbraak

Alicia J. Augello-Cook (Manhattan, New York, 25 januari 1981) is een Amerikaanse artieste. Ze is actief als r&b- en soul-liedjesschrijver, componiste, producente, pianiste, zangeres en actrice.

## Biografie
Keys is de dochter van haar Italiaans-Ierse moeder, Terri Augello, en een Afro-Amerikaanse vader, Craig Cook. Ze heeft twee halfbroertjes. Ze groeide op in haar geboortestad New York. Op haar zevende kwam ze voor het eerst in aanraking met een piano. Ze leerde klassieke muziek van Beethoven, Mozart en Chopin (haar favoriet). Zij schreef haar eerste lied Butterfly toen ze veertien was. Dat nummer staat ook op haar debuutalbum Songs in A minor. Voor een groot deel was het haar moeder die haar ondersteunde bij het ontwikkelen van haar talenten.
Haar inspiratiebronnen waren vooral Prince en Stevie Wonder, met wie ze een aantal keren heeft opgetreden, Marvin Gaye, Nina Simone, Donny Hathaway, maar ook Notorious B.I.G., 2Pac, Jay-Z en Wu-Tang Clan. In december 2015 trad zij op tijdens "Sinatra 100 — An All-Star GRAMMY Concert" in Las Vegas met een lied van en voor Frank Sinatra (ter ere van diens honderdste "verjaardag").

### Begin:Songs in A Minor
In 2001 brak ze wereldwijd door met haar debuutalbum Songs in A Minor, en de bijbehorende singles Fallin' en A Woman's Worth. Voor dit album kreeg ze een VMA, twee Billboard Awards, twee American Music Awards, twee NAACP Image Awards, drie Soul Train awards, twee World Music Awards, een ECCHO Award en het belangrijkste van allemaal: vijf Grammy Awards. Het album ging in de eerste week 235.000 keer over de toonbank, en is tot nu toe wereldwijd 12 miljoen keer verkocht. Fallin'  wordt nog vaak gezien als Keys' "handtekening".
Haar doorbraak was voor een deel te danken aan een optreden dat ze gaf bij Oprah Winfrey, dit had haar platenbaas Clive Davis voor haar kunnen regelen.

### 2003-2005:The Diary of Alicia KeysenUnplugged
In 2003 kwam haar tweede album The Diary of Alicia Keys uit. Op het album staan onder meer de nummers You Don't Know My Name, dit was tevens de eerste single voor het album, If I Ain't Got You en Diary. Van dit album werden in de eerste week 618.000 platen verkocht, en is tot nu toe 8 miljoen keer over de toonbank gegaan.
In 2004 heeft ze haar gedichtenbundel uitgebracht, genoemd Tears For Water. Hierin zijn zowel gedichten als de teksten van eerder uitgebrachte liedjes te lezen.
Rond 2005 wilde Keys meer gaan doen dan zingen alleen. Zo speelde ze in een door Halle Berry gecoproduceerde film, over een pianiste die in het begin van de 20e eeuw leefde, getiteld 'Compositions in Black & White'.
In oktober 2005 kwam haar derde album uit, een livealbum, opgenomen op 14 juli 2005 in New York. Het album is getiteld MTV Unplugged. Op het album staan overwegend nummers van haar eerdere platen, maar er staan ook een aantal nieuwe nummers op. De single Unbreakable deed het goed op de radio.
In november 2005 begon ze met de opnames van de speelfilm Smokin' Aces. Hierin spelen onder andere Ben Affleck, Ryan Reynolds, Jeremy Piven en Andy García. Alicia Keys speelt een vrouwelijke huurmoordenaar. De film kwam uit in januari 2007.

### 2006-2008:As I Amen filmcarrière
In april 2007 verscheen de film The Nanny Diaries, gebaseerd op het populaire gelijknamige boek, waarin Keys naast Scarlett Johansson een rol speelde.
Op 13 november 2007 kwam Keys' album As I Am uit. Het album is tot op heden wereldwijd zo'n 6 miljoen keer verkocht. De single No One werd een grote hit, en stond in meerdere landen op nummer één in de hitlijsten. In Nederland behaalde No One de vierde plek. Ook de tweede single van het album, Like You'll Never See Me Again, werd een succes. Later werden ook Teenage Love Affair en Superwoman als singles uitgebracht. Aan As I Am werkten onder andere John Mayer, en een aantal bekende Amerikaanse songwriters mee.
In 2008 nam Keys het nummer Another Way to Die op, dat diende als de titelsong voor de James Bondfilm Quantum of Solace. Ze speelde het nummer samen met Jack White.
In oktober 2008 verscheen ze in de film The Secret Life of Bees samen met Queen Latifah, Dakota Fanning en Sophie Okonedo. Hierin vertolkte ze een van de hoofdrollen.

### 2009:The Element of FreedomenEmpire State of Mind
Haar vierde studioalbum, getiteld The Element of Freedom, werd op 15 december 2009 in de Verenigde Staten uitgebracht. Ze speelde  op het Cayman Island Jazz Festival. Doesn't Mean Anything werd als eerste single via het internet verspreid: op 15 september via haar YouTube-kanaal en op 22 september via iTunes. Eind 2009 oogstten Keys en rapper Jay-Z succes met het liedje Empire State of Mind.

### 2012:Girl on Fire
Na The Element of Freedom trouwde Keys met Swizz Beatz en beviel ze van hun eerste kind. In juni 2012 kondigde Keys een nieuw album aan. Als eerste single van dit album werd New Day uitgebracht. Keys werkte voor het album, getiteld Girl on Fire, samen met onder anderen Bon Iver, Mark Ronson, Jamie Smith (van The xx), Emeli Sandé en Paul Epworth. Het titelnummer van het album werd ook een hit.

### 2016:Here
Vier jaar na haar vorige album bracht Keys in 2016 haar zesde studioalbum uit, genaamd Here. De eerste officiële single van het album werd Blended family (What you do for love), waarop ze samenwerkte met rapper A$AP Rocky. Twee singles die Keys eerder in 2016 had uitgebracht, In Common en Hallelujah, verschenen op de deluxeversie van het album.

### 2020:Alicia
Alweer 4 jaar na haar laatste album Here komt Keys 20 maart met haar zevende studioalbum, getiteld Alicia. De eerste 2 singles Show me love en Time machine worden wereldwijd niet heel goed ontvangen. Haar derde single Underdog boekt meer succes en bereikt de 15e plaats in de Nederlandse Top 40. Ook staat een wereldtournee gepland die op 5 juni zal worden afgetrapt in Dublin. Ondanks dat er gedurende deze tour geen shows in Nederland zouden plaatsvinden, zal Keys optreden tijdens een virtueel Koningsdagfeest van Radio 538.

### Privéleven
Keys kreeg in 2010 een zoon met haar partner Swizz Beatz, met wie ze op 31 juli 2010 trouwde. In 2014 kregen ze een tweede zoon. Haar man heeft uit eerdere relaties een dochter en twee zonen.

## Muziekstijl
Keys verwerkt de piano in veel van haar nummers, omdat ze al van jongs af aan piano speelt. Naast piano speelt Keys ook nog vier andere instrumenten, waaronder viool en cello. Haar nummers gaan vaak over liefde, een gebroken hart en over de kracht van vrouwen. Haar muziek werd geïnspireerd door vele artiesten, onder wie Prince, Nina Simone, Barbra Streisand, Marvin Gaye, Quincy Jones en Stevie Wonder. Keys' stijl bestaat uit soulmuziek, die wordt ondersteund door bas en geprogrammeerde beats, en ze verwerkt de klassieke piano in haar r&b-, jazz- en soulmuziek. Ze experimenteert op haar derde studioalbum, As I Am, ook met pop- en rockmuziek.
Keys heeft het bereik van een contralto, dat zijn 3 octaven.
Door haar carrière heen heeft Keys al verschillende prijzen gewonnen, en heeft ze een onderscheiding gekregen van de RIAA. In Amerika heeft Keys al meer dan 14 miljoen albums verkocht en wereldwijd zelfs meer dan 30 miljoen.

## Discografie

### Albums
| Album met eventuele hitnotering(en) in de Nederlandse Album Top 100 | Datum van verschijnen | Datum van binnenkomst | Hoogste positie | Aantal weken | Opmerkingen |
| ------------------------------------------------------------------- | --------------------- | --------------------- | --------------- | ------------ | ----------- |
| Songs in A Minor                                                    | 2001                  | 18-08-2001            | 1(2wk)          | 83           | 2x Platinum |
| The Diary of Alicia Keys                                            | 2003                  | 13-12-2003            | 2               | 75           | Platinum    |
| Unplugged                                                           | 2005                  | 12-10-2005            | 2               | 24           | Goud        |
| As I Am                                                             | 12-11-2007            | 17-11-2007            | 2               | 56           | Platina     |
| The Element of Freedom                                              | 11-12-2009            | 19-12-2009            | 2               | 60           |             |
| Songs in a Minor - 10th Anniversary Edition                         | 24-06-2011            | 02-07-2011            | 69              | 3            |             |
| Girl on Fire                                                        | 23-11-2012            | 01-12-2012            | 7               | 24           |             |
| Here                                                                | 2016                  | 12-11-2016            | 12              | 6            |             |
| Alicia                                                              | 2020                  | 26-09-2020            | 10              | 2            |             |

| Album met hitnotering(en) in de Vlaamse Ultratop 200 albums | Datum van verschijnen | Datum van binnenkomst | Hoogste positie | Aantal weken | Opmerkingen |
| ----------------------------------------------------------- | --------------------- | --------------------- | --------------- | ------------ | ----------- |
| Songs in a Minor                                            | 2001                  | 08-09-2001            | 8               | 39           |             |
| The Diary of Alicia Keys                                    | 2003                  | 06-12-2003            | 13              | 64           |             |
| Unplugged                                                   | 2005                  | 22-10-2005            | 14              | 17           |             |
| As I Am                                                     | 2007                  | 17-11-2007            | 10              | 39           | Goud        |
| The Element of Freedom                                      | 2009                  | 19-12-2009            | 11              | 40           |             |
| Girl on Fire                                                | 2012                  | 01-12-2012            | 11              | 39           |             |
| Here                                                        | 2016                  | 12-11-2016            | 12              | 20           |             |
| Alicia                                                      | 2020                  | 26-09-2020            | 5               | 5            |             |
| Keys                                                        | 2021                  | 18-12-2021            | 92              | 1*           |             |

### Singles
| Single met eventuele hitnotering(en) in de Nederlandse Top 40 | Datum van verschijnen | Datum van binnenkomst | Hoogste positie | Aantal weken | Opmerkingen                                                |
| ------------------------------------------------------------- | --------------------- | --------------------- | --------------- | ------------ | ---------------------------------------------------------- |
| Fallin'                                                       | 02-04-2001            | 25-08-2001            | 1(4wk)          | 18           | Nr. 1 in de Single Top 100 / Alarmschijf                   |
| A Woman's Worth                                               | 12-02-2001            | 19-01-2002            | 11              | 8            | Nr. 22 in de Single Top 100 / Alarmschijf                  |
| Brotha (Part II)                                              | 09-03-2002            | 16-03-2002            | tip6            | -            | met Angie Stone & Eve / Nr. 49 in de Single Top 100        |
| How Come You Don't Call Me                                    | 04-06-2002            | 22-06-2002            | tip18           | -            | Nr. 73 in de Single Top 100                                |
| Gangsta Lovin'                                                | 09-2002               | 05-10-2002            | 8               | 10           | met Eve / Nr. 8 in de Single Top 100 / Alarmschijf         |
| Girlfriend                                                    | 25-11-2002            | 21-12-2002            | 18              | 7            | Nr. 18 in de Single Top 100                                |
| You Don't Know My Name                                        | 18-11-2003            | 22-11-2003            | 9               | 12           | Nr. 20 in de Single Top 100                                |
| If I Ain't Got You                                            | 17-02-2004            | 03-04-2004            | 12              | 18           | Nr. 11 in de Single Top 100                                |
| My Boo                                                        | 31-08-2004            | 23-10-2004            | 5               | 10           | met Usher / Nr. 6 in de Single Top 100                     |
| Karma                                                         | 16-11-2004            | 25-12-2004            | 27              | 6            | Nr. 40 in de Single Top 100                                |
| Diary                                                         | 29-06-2004            | 30-04-2005            | 38              | 2            | met Tony! Toni! Toné!                                      |
| Unbreakable                                                   | 13-09-2005            | 01-10-2005            | tip5            | -            |                                                            |
| No One                                                        | 11-09-2007            | 10-11-2007            | 3               | 23           | Nr. 4 in de Single Top 100 / Alarmschijf                   |
| Like You'll Never See Me Again                                | 26-11-2007            | 22-03-2008            | 20              | 5            | Nr. 84 in de Single Top 100 / Alarmschijf                  |
| Teenage Love Affair                                           | 31-03-2008            | 31-05-2008            | 21              | 7            | Alarmschijf                                                |
| Superwoman                                                    | 29-07-2008            | 13-09-2008            | 28              | 5            | Nr. 75 in de Single Top 100                                |
| Another Way to Die                                            | 30-09-2008            | 04-10-2008            | tip2            | -            | met Jack White / Nr. 48 in de Single Top 100               |
| Doesn't Mean Anything                                         | 22-09-2009            | 24-10-2009            | 27              | 5            | Nr. 43 in de Single Top 100                                |
| Empire State of Mind                                          | 2009                  | 24-10-2009            | 2               | 26           | met Jay-Z / Nr. 2 in de Single Top 100 / Alarmschijf       |
| Try Sleeping with a Broken Heart                              | 2009                  | 23-01-2010            | 21              | 10           | Nr. 44 in de Single Top 100                                |
| Empire State of Mind (Part II) Broken Down                    | 2010                  | 06-03-2010            | 8               | 12           | Nr. 6 in de Single Top 100                                 |
| New Day                                                       | 27-07-2012            | 18-08-2012            | tip14           | -            | met 50 Cent & Dr. Dre / Nr. 92 in de Single Top 100        |
| Girl on Fire                                                  | 04-09-2012            | 22-09-2012            | 5               | 25           | met Nicki Minaj / Nr. 5 in de Single Top 100 / Alarmschijf |
| Brand New Me                                                  | 2012                  | 05-01-2013            | tip2            | -            | Nr. 64 in de Single Top 100                                |
| New Day                                                       | 2013                  | 25-05-2013            | tip8            | -            |                                                            |
| It's On Again                                                 | 2014                  | 12-04-2014            | tip2            | -            | met Kendrick Lamar                                         |
| In Common                                                     | 2016                  | 21-05-2016            | tip13           | -            |                                                            |
| Like Home                                                     | 15-12-2017            | -                     |                 |              | met Eminem / Nr. 65 in de Single Top 100                   |
| Calma - Alicia remix                                          | 2019                  | 27-04-2019            | tip1            | -            | met Pedro Capo & Farruko                                   |
| Underdog                                                      | 2020                  | 25-01-2020            | 11              | 26           |                                                            |
| Love Looks Better                                             | 2020                  | 12-09-2020            | tip23           | 4            |                                                            |

| Single met hitnotering(en) in de Vlaamse Ultratop 50 | Datum van verschijnen | Datum van binnenkomst | Hoogste positie | Aantal weken | Opmerkingen                                    |
| ---------------------------------------------------- | --------------------- | --------------------- | --------------- | ------------ | ---------------------------------------------- |
| Fallin'                                              | 2001                  | 08-09-2001            | 1(1wk)          | 23           | Nr. 1 in de Radio 2 Top 30                     |
| A Woman's Worth                                      | 2002                  | 09-02-2002            | 31              | 5            | Nr. 19 in de Radio 2 Top 30                    |
| Brotha (part II)                                     | 2002                  | 02-03-2002            | tip5            | -            | met Angie Stone & Eve                          |
| How Come You Don't Call Me                           | 2002                  | 06-07-2002            | tip9            | -            |                                                |
| Gangsta Lovin'                                       | 2002                  | 05-10-2002            | 18              | 10           | met Eve                                        |
| Girlfriend                                           | 2002                  | 30-11-2002            | tip17           | -            |                                                |
| You Don't Know My Name                               | 2003                  | 29-11-2003            | tip2            | -            |                                                |
| If I Ain't Got You                                   | 2004                  | 10-04-2004            | tip10           | -            |                                                |
| My Boo                                               | 2004                  | 06-11-2004            | 21              | 14           | met Usher                                      |
| Karma                                                | 2005                  | 12-02-2005            | 40              | 3            |                                                |
| No One                                               | 2007                  | 24-11-2007            | 4               | 22           | Nr. 5 in de Radio 2 Top 30 / Goud              |
| Like You'll Never See Me Again                       | 2008                  | 05-04-2008            | tip17           | -            |                                                |
| Another Way to Die                                   | 2008                  | 18-10-2008            | 10              | 15           | met Jack White                                 |
| Doesn't Mean Anything                                | 2009                  | 31-10-2009            | tip10           | -            | Nr. 3 in de Radio 2 Top 30                     |
| Empire State of Mind                                 | 2009                  | 21-11-2009            | 4               | 25           | met Jay-Z / Nr. 24 in de Radio 2 Top 30 / Goud |
| Try Sleeping with a Broken Heart                     | 2009                  | 13-02-2010            | tip12           | -            |                                                |
| Empire State of Mind (Part II) Broken Down           | 2010                  | 01-05-2010            | tip18           | -            |                                                |
| Girl on Fire                                         | 2012                  | 29-09-2012            | 6               | 28           | met Nicki Minaj                                |
| Brand New Me                                         | 2013                  | 12-01-2013            | tip18           | -            |                                                |
| New Day                                              | 2013                  | 13-04-2013            | tip14           | -            |                                                |
| Tears Always Win                                     | 2013                  | 31-08-2013            | tip67           | -            |                                                |
| It's On Again                                        | 2014                  | 19-04-2014            | tip16           |              | met Kendrick Lamar                             |
| We Are Here                                          | 2014                  | 11-10-2014            | tip43           | -            |                                                |
| In Common                                            | 2016                  | 14-05-2016            | tip23           | -            |                                                |
| Blended Family (What You Do for Love)                | 2016                  | 22-10-2016            | tip             | -            | met A$AP Rocky                                 |
| Underdog                                             | 2020                  | 08-02-2020            | 13              | 24           |                                                |
| Love Looks Better                                    | 2020                  | 03-10-2020            | tip             | -            |                                                |

### Radio 2 Top 2000
| Nummers met noteringen in de NPO Radio 2 Top 2000 | '05 | '06  | '07  | '08  | '09  | '10  | '11  | '12  | '13  | '14  | '15  | '16  | '17 | '18  | '19 | '20  | '21 | '22 | '23 | '24 |
| ------------------------------------------------- | --- | ---- | ---- | ---- | ---- | ---- | ---- | ---- | ---- | ---- | ---- | ---- | --- | ---- | --- | ---- | --- | --- | --- | --- |
| Empire State of Mind (Part II) Broken Down        | ×   | ×    | ×    | ×    | ×    | 712  | 173  | 72   | 110  | 129  | 1773 | 221  | 382 | 412  | 494 | -    | -   | -   | -   | -   |
| Empire State of Mind (met Jay-Z)                  | ×   | ×    | ×    | ×    | -    | -    | -    | -    | -    | -    | 328  | 1040 | 991 | 756  | 782 | 309  | 358 | 392 | 386 | 295 |
| Fallin'                                           | 618 | 1052 | 1271 | 1432 | 1238 | 938  | 1199 | 1178 | 1446 | 1948 | -    | -    | -   | 1825 | -   | 1995 | -   | -   | -   | -   |
| Girl on Fire                                      | ×   | ×    | ×    | ×    | ×    | ×    | ×    | 1826 | 1223 | 1812 | 1998 | -    | -   | -    | -   | -    | -   | -   | -   | -   |
| If I Ain't Got You                                | -   | -    | 762  | -    | 1937 | 1688 | 1661 | 1216 | 1744 | -    | -    | -    | -   | 1729 | -   | 1968 | -   | -   | -   | -   |
| No One                                            | ×   | ×    | -    | -    | 1686 | 1516 | 1758 | 1210 | -    | -    | -    | -    | -   | -    | -   | -    | -   | -   | -   | -   |

1. ↑  Een '-' betekent dat het nummer niet was genoteerd, een '×' betekent dat het nummer nog niet was uitgebracht en een vetgedrukt getal geeft de hoogste notering van een nummer aan.
2. ↑  2005 was het eerste jaar met een notering voor Alicia Keys.

### Dvd's
| Dvd's met hitnoteringen in de Nederlandse Music Top 30 | Datum van verschijnen | Datum van binnenkomst | Hoogste positie | Aantal weken | Opmerkingen |
| ------------------------------------------------------ | --------------------- | --------------------- | --------------- | ------------ | ----------- |
| Unplugged                                              | 2005                  | 22-10-2005            | 4               | 34           |             |
| VH1 Storytellers                                       | 2013                  | 29-06-2013            | 6               | 15           |             |

## Filmografie
- Smokin' Aces (2006)
- The Nanny Diaries (2007)
- The Secret Life of Bees (2008)
- Jem and the Holograms (2015)